# Fraisnes-en-Saintois
Fraisnes-en-Saintois è un comune francese di 104 abitanti situato nel dipartimento della Meurthe e Mosella nella regione del Grand Est.

## Società

### Evoluzione demografica
Abitanti censiti